# かわうそ倶楽部
かわうそ倶楽部（かわうそくらぶ）は、絵本作家のあべ弘士が主宰するNPO法人。旭川市の平和通買物公園沿いでアートギャラリー、ギャラリープルプルを運営している。

## ギャラリープルプル
2011年5月21日にオープンした。平和通買物公園と七条緑道の交差する一角に位置し、作品展を年6回ほど開催している。主にあべ弘士の絵本原画展や、地元作家を紹介する作品展などを企画している。

## その他の活動
七条緑道・常磐公園を散歩しながら俳句を作る『どうぶつ句会』など、イベントの企画も行っている。また、七条緑道を中心とした街の活性化にも取り組んでいて、緑道ライフスタイルマップ の制作も過去3回に渡り行っている。